# Дом в сугробах
- Не следует путать с картиной «Дом в разрезе» художницы Алисы Порет.

«Дом в сугробах» — советский немой чёрно-белый фильм 1928 года режиссёра Фридриха Эрмлера, по рассказу Евгения Замятина «Пещера».

## Сюжет
Зима 1919 года, Петроград. На борьбу с Юденичем уходят рабочие дружины, в осаждённом городе нет топлива, нет продовольствия, холодные дома засыпаны снегом. В одном из таких домов и происходит действие фильма: наверху живёт спекулянт, на среднем этаже — музыкант с больной женой, а в подвале — дети ушедшего на фронт красноармейцем рабочего.
Музыкант, больше чем от холода и голода, от невозможности помочь жене, страдает от чувства своей ненужности и заброшенности — ему кажется, что и музыка уже никому не нужна. Доведённый до отчаяния, он, чтобы согреть и накормить больную жену, он крадёт у спекулянта дрова, а у детей попугая.
Вскоре следует разоблачение — остатки дров и перья попугая, сваренного в качестве «курицы», выдают «преступника». Музыкант с трудом переживает позор и близок к мысли о самоубийстве. Но в этот момент его приглашают в качестве пианиста для участия в клубном вечере пришедших на отдых с фронта красноармейцев. Музыкант даёт согласие. Играя красноармейцам, он вдруг видит, что они с восторгом и благодарностью слушают музыку — музыкант понимает, что он нужен, и у него появляется светлая надежда стать активным участником новой жизни.

## В ролях

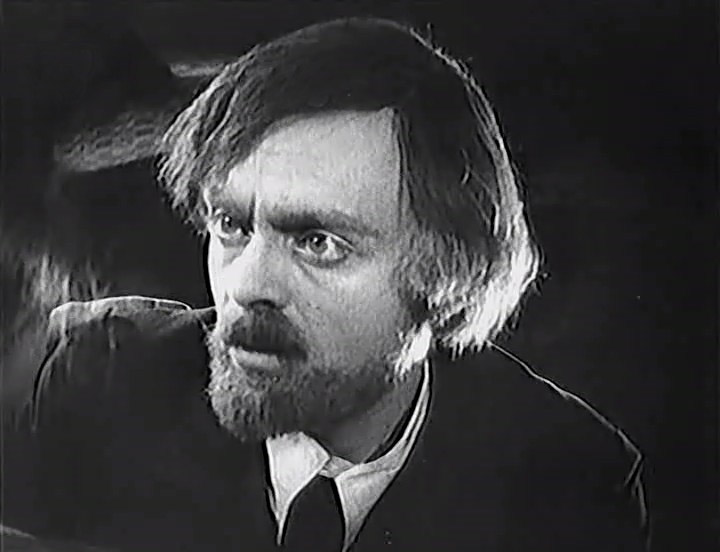
Исполнитель роли Ф. Никитин выстраивал словно бы диаграмму духовного процесса. Затрудненные движения тела, укутанного в тряпьё, беспомощная худоба рук, потухший взгляд — в начале фильма. Истеричные лихорадочные жесты, перекошенное диковатой гримасой лицо — в сцене кражи дров. Пробуждение как ото сна после самозабвенной игры и изумлённая счастливая улыбка — в финальном эпизоде концерта перед красноармейцами.

- Фёдор Никитин — музыкант
- Татьяна Окова — его жена
- Валерий Соловцов — спекулянт
- А. Бастунова — его жена
- Яков Гудкин — Яша
- Галина Шапошникова — его сестра
- Валерий Плотников — спекулянт
- Масаев — рабочий

## О фильме
Премьера фильма состоялась 23 марта 1928 года.
Фильм сохранился частично — из 6-ти частей только 1-я, 2-я и 4-я части (из 96 мин. сохранилось 49 мин., а в доступных версиях только 32 мин.).

## Критика
Петроград, снятый сквозь морозную дымку, афиша с именем Шаляпина, жители роют ходы в снежных сугробах — немногие числом, точно отобранные кадры выводили действие на улицы города. «Прекрасный фильм,— писали газеты. — Но главное, что составляет достоинство „Дома в сугробах“, это — ощущение самой эпохи» («Известия», 11 апреля 1928).— Марк Ефимович Зак — Кино как искусство, или, Настоящее кино. — М.: Материк, 2004. — 438 с. — стр. 135

В картине «Дом в сугробах» (1927) — сценарист Б. Леонидов, режиссёр Эрмлер и актёр Никитин рассказали о музыканте, который, участвуя «за паек» в концерте для красноармейцев, внезапно переживает большой успех. Этот казалось бы, мелкий сюжет режиссёр разработал так, что в фильме чувствовалось дыхание большой жизни.— Советский экран, 1967 год